# Cam Akers
Cam Akers (Jackson, 22 giugno 1999) è un giocatore di football americano statunitense che milita nel ruolo di running back per gli Houston Texans della National Football League (NFL).

## Carriera universitaria
Alla fine delle scuole superiori Akers era considerato un prospetto a cinque stelle e tra i migliori della sua classe. Optò per iscriversi alla Florida State University per giocare nel college football. In quella che a livello di squadra fu una stagione mediocre terminata con un record di 7-6, Akers superò il record di istituto di Dalvin Cook per yard corse in una stagione da un debuttante con 1.025. Nell'ultima stagione corse 1.144 yard e 14 touchdown. Il 14 dicembre annunciò che avrenne saltato il Sun Bowl per passare tra i professionisti.

## Carriera professionistica

### Los Angeles Rams
Akers venne scelto nel corso del secondo giro (52º assoluto) del Draft NFL 2020 dai Los Angeles Rams. Debuttò come professionista nella gara del primo turno contro i Dallas Cowboys correndo 14 volte per 39 yard nella vittoria. Nell'anticipo della settimana 14 contro i New England Patriots corse un massimo stagionale di 171 yard, venendo premiato come miglior giocatore offensivo della NFC della settimana. La sua prima stagione regolare si chiuse con 625 yard corse (leader dei Rams) e 2 marcature in 13 presenze. Nel turno della wild card dei playoff corse 131 yard e un touchdown nella vittoria in casa dei Seattle Seahawks. La settimana successiva corse altre 90 yard e un touchdown ma i Rams furono eliminati dai Green Bay Packers.
Il 19 luglio 2021 Akers si ruppe il tendine d'Achille in allenamento, venendo costretto a perdere quasi l'intera stagione regolare 2021, in cui disputò una sola partita. I Rams raggiunsero il Super Bowl LVI dove corse 21 yard su 13 tentativi nella vittoria sui Cincinnati Bengals per 23-20, conquistando il suo primo titolo.
Nel sedicesimo turno della stagione 2022 Akers divenne il terzo giocatore dei Rams a segnare tre touchdown su corsa dal 2004 nella vittoria sui Denver Broncos, venendo premiato come running back della settimana.

### Minnesota Vikings
Il 20 settembre 2023 Akers, assieme a una scelta del settimo giro, fu scambiato con i Minnesota Vikings per una scelta del sesto giro. Nell'ottavo turno segno il primo touchdown su corsa della stagione della squadra a quasi metà annata.

### Houston Texans
Il 21 luglio 2024 Akers firmò con gli Houston Texans.

## Palmarès

### Franchigia
- Super Bowl : 1

Los Angeles Rams: LVI
- National Football Conference Championship: 1

Los Angeles Rams: 2021

### Individuale
- Giocatore offensivo della NFC della settimana: 1

14ª del 2020
- Running back della settimana: 1

16ª del 2022